# George Lansbury

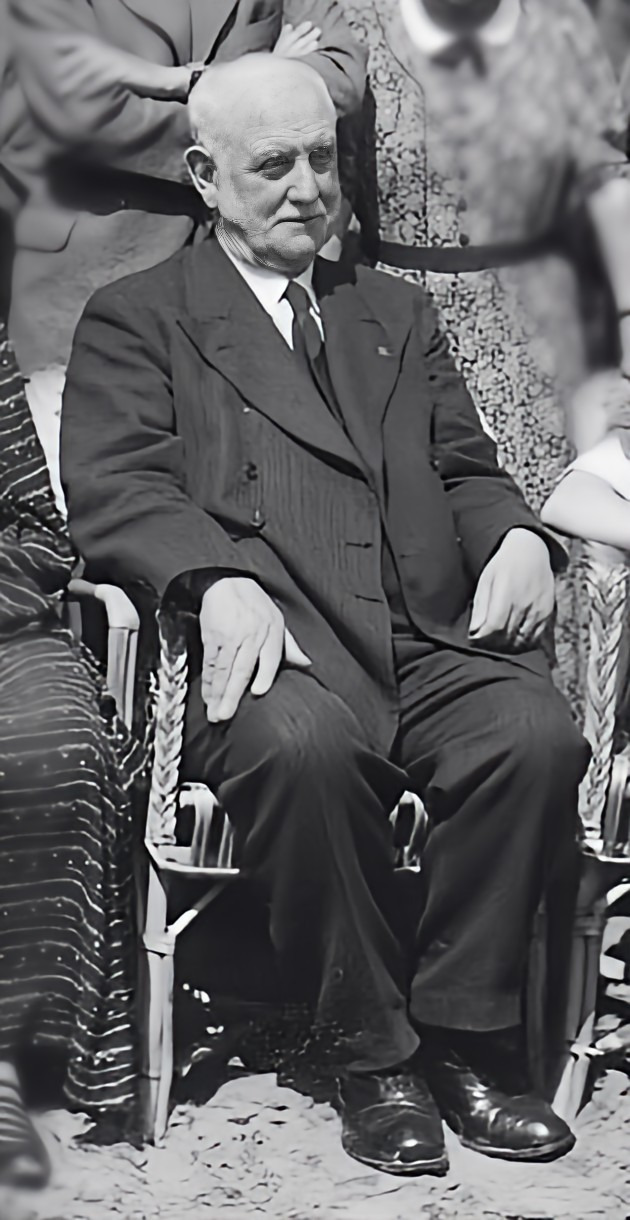
George Lansbury (1938)

George Lansbury (* 21. Februar 1859 in Halesworth, Suffolk, England; † 7. Mai 1940 in London) war ein britischer Politiker, Pazifist und Theosoph, Abgeordneter im britischen Parlament und von 1932 bis 1935 Vorsitzender der Labour Party.

## Leben und Werk

### Kindheit, Berufe, Ehe
Lansbury wurde am 21. Februar 1859 in Halesworth geboren, der Vater war Eisenbahnarbeiter. 1868 übersiedelte die Familie ins Londoner Eastend, wo Lansbury 1870 ein Jahr in einem Büro arbeitete und anschließend bis 1874 die Schule besuchte. Es folgten Gelegenheitsarbeiten als Schreiber, Kolonialwarenhändler und in einem Kaffeehaus, ehe er sich als selbständiger Unternehmer für die Great-Eastern-Railway-Eisenbahngesellschaft versuchte, was sich als Fehlschlag herausstellte. Inzwischen verheiratet und Vater dreier Kinder, wanderte er 1884 mit seiner Familie nach Australien aus. Die Hoffnung, dort bessere Arbeitsbedingungen zu finden, erfüllte sich nicht und so kehrte er 1885 wieder nach Großbritannien zurück.
Eine Enkelin von ihm ist die Schauspielerin Angela Lansbury, die ihn in ihrer Jugend bewunderte.

### Als Politiker
Lansbury war der Ansicht, von den britischen Auswanderungsbehörden mit überzogenen Versprechungen nach Australien gelockt worden zu sein und protestierte öffentlich gegen diese, wie er meinte, verfehlten Praktiken. Im Zuge dieser Aktivitäten kam er mit der Politik in Kontakt und wurde trat zu den Wahlen von 1886 der Liberal Party bei. Nach dem Scheitern eines Gesetzesantrages auf kürzere Arbeitszeit trat er 1892 desillusioniert aus dieser Partei aus und schloss sich der Social Democratic Federation (1884–1911) an. Diese Organisation orientierte sich unter Henry Hyndman (1842–1921) zunehmend am Marxismus, woraufhin Lansbury 1903 ebenfalls austrat und Mitglied der Independent Labour Party (1893–1975) wurde. Diese Partei schloss sich 1906 der Labour Party an, blieb jedoch ein in dieser eigenständiger Teil.
Bei der General election 1910 gewählt, war Lansbury bis 1912 Abgeordneter seiner Partei im House of Commons. Nachdem sein Eintritt für das Frauenwahlrecht erfolglos geblieben war, legte er seinen Unterhaussitz nieder und trat erst 1922 wieder bei einer Wahl an. Erneut erreichte er einen Parlamentssitz, den er nun bis zu seinem Tod 1940 innehatte. Als Nachfolger von Arthur Henderson war Lansbury von 1932 bis 1935 Vorsitzender der Labour Party. Sein Nachfolger in dieser Position war Clement Attlee.
Lansbury war 1912 Mitbegründer  und Herausgeber der Zeitung Daily Herald als Parteiblatt der Labour Party, heutiger – parteiloser – Nachfolger ist The Sun.

### Als Pazifist und Esoteriker
Lansbury galt als Pazifist, er setzte sich für Sanktionen gegen Italien wegen des Italienisch-Äthiopischen Krieges ein. 1937 besuchte er Benito Mussolini und Adolf Hitler im Bestreben, den sich abzeichnenden Zweiten Weltkrieg zu verhindern. Von 1937 bis 1940 war er Präsident der War Resisters International.
1914 trat Lansbury der Theosophischen Gesellschaft Adyar (Adyar-TG) bei, er blieb der Theosophie bis an sein Lebensende verbunden. Mit Annie Besant teilte er den Einsatz für mehr soziale Gerechtigkeit.

## Werke (Auswahl)
- An Admirer of Lenin. Boswell Printing & Publishing Co., London 1929.
- London for Labour. Publication Department, London 1909.
- Looking Backwards and Forwards. Blackie & Son, London und Glasgow 1935.